# A Thousand Days' Promise
A Thousand Days' Promise (hangul: 천일의 약속; rr: Cheonileu yaksok) é uma série de televisão melodramática sul-coreana de 2011 sobre uma mulher (Soo Ae) que está perdendo a memória e seu parceiro amoroso (Kim Rae-won) que a acompanha em seus desafios. Escrita por Kim Soo-hyun, famosa roteirista de dramas, foi ao ar na SBS de 17 de outubro a 20 de dezembro de 2011, às segundas e terças-feiras às 21h55, totalizando 20 episódios.

## Sinopse
Lee Seo-yeon, uma mulher jovem e de espírito livre, está tendo um caso escondido com Park Ji-hyung, um arquiteto que possui uma noiva. Ao saber que os pais de Ji-hyung marcaram a data oficial de seu casamento, Seo-yeon decide terminar com ele. Mas ela não tem tempo para lamentar o término que teve, pois é diagnosticada com Alzheimer de início precoce, uma condição muitíssimo improvável, e rara, para uma mulher de 30 anos. Ji-hyung descobre sobre a doença de Seo-yeon e rompe o noivado, dois dias antes do casamento, para voltar para sua ex-namorada. Apesar da forte oposição de seus pais e até mesmo de Seo-yeon, ele nunca desiste dela e os dois se casam logo em seguida. O agora marido de Seo-yeon, é um homem amoroso e dedica grande parte de seu tempo para cuidar dela, já que ela vem lentamente perdendo a capacidade de lembrar. Apesar dessa triste condição, o casal tenta manter o amor e vivenciá-lo até o fim. Eles têm uma filha e encontram felicidade na vida de casados de vez em quando, embora ambos estejam cientes de que um fim trágico os aguarda.

## Elenco
- Soo Ae como Lee Seo-yeon[4]
  - Han Bo-bae como Seo-yeon jovem
- Kim Rae-won como Park Ji-hyung[5]
- Lee Sang-woo como Jang Jae-min, primo de Seo-yeon
- Jeong Yu-mi como Noh Hyang-gi[6][7]
- Park Yu-hwan como Lee Moon-kwon, irmão de Seo-yeon[8][9]
- Oh Mi-yeon como tia de Seo-yeon
- Kim Hae-sook como Kang Soo-jung, mãe de Ji-hyung
- Lee Mi-sook como Oh Hyun-ah, mãe de Hyang-gi
- Moon Jeong-hee como Jang Myung-hee, prima de Seo-yeon
- Yoo Hye-ri como Guem-yoon
- Im Chae-moo como Park Chang-joo, pai de Ji-hyung
- Park Yeong-gyu como Noh Hong-gil, pai de Hyang-gi
- Yoo Seung-bong como tio-cunhado de Seo-yeon
- Jung Joon como Cha Dong-chul, marido de Myung-hee
- Yang Han-yeol como filho de Myung-hee
- Kim Boo-seon como mãe biológica de Seo-yeon
- Jang Hyun-sung como médico de Seo-yeon
- Kang Rae-yeon como Myung-hee
- Song Chang-eui como Noh Young-soo, irmão de Hyang-gi
- Alex Chu como Son Suk-ho, amigo de Ji-hyung
- Oh Kyung-soo como editor-chefe de Seo-yeon

## Trilha sonora

### Lista de faixas
| Lista de faixas |                                            |                 |         |  |
| N.º             | Título                                     | Artista         | Duração |  |
| 1.              | "It Hurts Here (Ver. 1)"                   | Baek Ji-young   |         |  |
| 2.              | "Like Words Being Said for the First Time" | Shin Seung-hoon |         |  |
| 3.              | "One Love"                                 | Sung Si-kyung   |         |  |
| 4.              | "One Person"                               | 8Eight          |         |  |
| 5.              | "Don't Love"                               | Park Ji-hee     |         |  |
| 6.              | "It Hurts Here (Ver. 2)"                   | Baek Ji-young   |         |  |
| 7.              | "Pain (Main Title)"                        | vários artistas |         |  |
| 8.              | "Blessing"                                 | vários artistas |         |  |
| 9.              | "Sky Garden"                               | vários artistas |         |  |
| 10.             | "Time of Solitude"                         | vários artistas |         |  |
| 11.             | "Despair"                                  | vários artistas |         |  |
| 12.             | "Pain"                                     | vários artistas |         |  |
| 13.             | "Doubt"                                    | vários artistas |         |  |
| 14.             | "Disease"                                  | vários artistas |         |  |
| 15.             | "Smile Again"                              | vários artistas |         |  |

## Audiência
| Data       | Episódio | TNmS Media Korea | TNmS Media Korea |
| Data       | Episódio | Nacional         | Seul             |
| ---------- | -------- | ---------------- | ---------------- |
| 2011-10-17 | 01       | 12.1% (8º)       | 14.8% (3º)       |
| 2011-10-18 | 02       | 13.0% (7º)       | 16.2% (4º)       |
| 2011-10-24 | 03       | 14.3% (7º)       | 16.8% (4º)       |
| 2011-10-25 | 04       | 14.9% (3º)       | 17.2% (3º)       |
| 2011-10-31 | 05       | 14.9% (3º)       | 17.3% (3º)       |
| 2011-11-01 | 06       | 16.4% (3º)       | 19.4% (3º)       |
| 2011-11-07 | 07       | 15.8% (3º)       | 19.3% (1º)       |
| 2011-11-08 | 08       | 16.9% (4º)       | 19.5% (2º)       |
| 2011-11-14 | 09       | 15.8% (4º)       | 19.0% (2º)       |
| 2011-11-15 | 10       | 16.2% (4º)       | 19.4% (2º)       |
| 2011-11-21 | 11       | 15.2% (3º)       | 17.7% (3º)       |
| 2011-11-22 | 12       | 15.7% (3º)       | 19.0% (2º)       |
| 2011-11-28 | 13       | 14.6% (4º)       | 17.6% (3º)       |
| 2011-11-29 | 14       | 14.4% (5º)       | 18.2% (3º)       |
| 2011-12-05 | 15       | 14.1% (4º)       | 17.1% (3º)       |
| 2011-12-06 | 16       | 15.0% (4º)       | 18.5% (3º)       |
| 2011-12-12 | 17       | 14.7% (3º)       | 18.4% (3º)       |
| 2011-12-13 | 18       | 15.4% (4º)       | 18.5% (3º)       |
| 2011-12-19 | 19       | 15.7% (1º)       | 19.3% (1º)       |
| 2011-12-20 | 20       | 19.6% (2º)       | 23.5% (1º)       |
| Média      | Média    | 15.2%            | 18.3%            |

## Prêmios e indicações
| Ano  | Cerimônia                           | Categoria                                                           | Indicado                 | Resultado |        |
| ---- | ----------------------------------- | ------------------------------------------------------------------- | ------------------------ | --------- | ------ |
| 2011 | SBS Drama Awards                    | Melhor Drama                                                        | A Thousand Days' Promise | Indicado  | [ 11 ] |
| 2011 | SBS Drama Awards                    | Prêmio de Alta Excelência, Ator em Drama de Planejamento Especial   | Kim Rae-won              | Venceu    | [ 11 ] |
| 2011 | SBS Drama Awards                    | Prêmio de Alta Excelência, Atriz em Drama de Planejamento Especial  | Soo Ae                   | Venceu    | [ 11 ] |
| 2011 | SBS Drama Awards                    | Prêmio de Excelência, Ator em Drama de Planejamento Especial        | Lee Sang-woo             | Indicado  | [ 11 ] |
| 2011 | SBS Drama Awards                    | Prêmio de Excelência, Atriz em Drama de Planejamento Especial       | Jeong Yu-mi              | Indicado  | [ 11 ] |
| 2011 | SBS Drama Awards                    | Prêmio Especial de Atuação, Atriz em Drama de Planejamento Especial | Lee Mi-sook              | Venceu    | [ 11 ] |
| 2011 | SBS Drama Awards                    | Prêmio Nova Estrela                                                 | Jeong Yu-mi              | Venceu    | [ 11 ] |
| 2011 | SBS Drama Awards                    | As 10 Melhores Estrelas                                             | Soo Ae                   | Venceu    | [ 11 ] |
| 2011 | SBS Drama Awards                    | As 10 Melhores Estrelas                                             | Kim Rae-won              | Venceu    | [ 11 ] |
| 2012 | Baeksang Arts Awards de 2012        | Melhor Atriz (TV)                                                   | Soo Ae                   | Indicado  | [ 12 ] |
| 2012 | Baeksang Arts Awards de 2012        | Melhor Ator Revelação (TV)                                          | Park Yu-hwan             | Indicado  | [ 12 ] |
| 2012 | Baeksang Arts Awards de 2012        | Melhor Atriz Revelação (TV)                                         | Jeong Yu-mi              | Indicado  | [ 12 ] |
| 2012 | 7º Seoul International Drama Awards | Melhor Roteirista                                                   | Kim Soo-hyun             | Indicado  |        |
| 2012 | 5º Korea Drama Awards               | Prêmio de Alta Excelência, Atriz                                    | Soo Ae                   | Indicado  | [ 13 ] |
| 2012 | 5º Korea Drama Awards               | Melhor Ator Revelação                                               | Park Yu-hwan             | Indicado  | [ 13 ] |